# Valdivia serrata
Valdivia serrata är en kräftdjursart. Valdivia serrata ingår i släktet Valdivia och familjen Trichodactylidae. IUCN kategoriserar arten globalt som livskraftig.

## Underarter
Arten delas in i följande underarter:
- V. s. serrata
- V. s. harttii